# 伊萬尼夫卡 (文尼察區)
49°6′44″N 28°30′10″E / 49.11222°N 28.50278°E
伊萬尼夫卡（烏克蘭語：Іванівка）是位於烏克蘭西南部的村莊，由文尼察州文尼察區的盧卡-梅雷什基夫西卡市鎮負責管轄。該村始建於1651年，面積1.89平方公里，海拔高度297米，2001年人口623，人口密度每平方公里330.15人。